# Gravesia pulchra
Gravesia pulchra là một loài thực vật có hoa trong họ Mua. Loài này được (Gilg) Jacq.-Fél. ex Wickens mô tả khoa học đầu tiên năm 1975.